# Laurence Danlos
Laurence Danlos, née le 10 juillet 1952 à Paris et morte le 1er novembre 2024 dans la même ville, est une scientifique française spécialisée dans la linguistique informatique (ou « traitement automatique de la langue »), ayant fait sa carrière principalement au CNRS puis à l'Université Paris Diderot (aujourd'hui Université Paris Cité). Pionnière de la linguistique informatique en France, elle a contribué aux avancées dans les domaines de la traduction automatique, de la génération automatique de textes et de l'analyse du discours.

## Carrière académique et scientifique
Laurence Sophie Hélène Danlos effectue ses études supérieures à l'École normale supérieure de Sèvres en mathématiques puis à l'Université Paris Diderot en linguistique et en informatique théorique. Elle est agrégée de mathématiques (1972).
Elle soutient en 1980 une thèse de troisième cycle en linguistique informatique intitulée Représentations d'informations linguistiques : constructions N être Prép X sous la direction de Maurice Gross. En 1984, elle obtient une thèse d'État ès sciences portant sur la Génération automatique de textes en langues naturelles.
De 1976 à 1988, Laurence Danlos est chercheuse au CNRS au sein du Laboratoire d'Automatique Documentaire et Linguistique (LADL), alors dirigé par Maurice Gross. Elle occupe successivement les fonctions d'attachée de recherche, de chargée de recherche, puis directrice de recherche.
En 1986, elle est nommée directrice du projet EUROTRA-France, un programme financé par la Communauté européenne visant à développer un système de traduction automatique entre ses neuf langues officielle.
En 1988, elle quitte le CNRS pour devenir professeure des universités à l'Université Paris Diderot, où elle reprend et développe le premier cursus de linguistique informatique en France. Entre 1990 et 2019, elle encadre ou co-encadre 38 thèses de doctorat en linguistique et en informatique.
Laurence Danlos termine sa carrière en tant que Professeure émérite à l'Université Paris Cité, au sein du Laboratoire de linguistique formelle (LLF).

## Responsabilités institutionnelles et associatives
Laurence Danlos a occupé plusieurs postes de direction :
- Directrice de l'équipe TALaNa (1990 - 2006)
- Directrice du laboratoire LATTICE (2006 - 2009)[6]
- Directrice de l'équipe ALPAGE (2007 - 2016)
- Présidente de l'Association pour le Traitement Automatique des Langues (ATALA) de 1995 à 2000[7]

## Distinctions
- Lauréate du Prix Scientifique IBM de Recherche en Informatique (1985)
- Membre de l'Institut Universitaire de France (2004 - 2009, 2013 - 2018)
- Chevalier de la Légion d'Honneur (2017)[8]

## Publications principales
- Danlos, Laurence. Génération automatique de textes en langues naturelles. Paris, Masson, 1985.
- Danlos, Laurence. The linguistic basis of text generation. Traduit par Dominique Debize et Colin Henderson. Cambridge University Press, 1987.